# Wolfgang Wendland

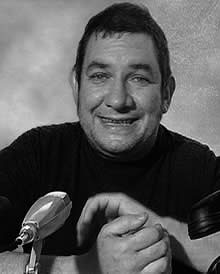
Wolfgang Wendland.

Wolfgang Wendland, född den 9 november 1962 i Lünen, Tyskland, är en tysk musiker, skådespelare, filmproducent och politiker. Han är frontsångare i det tyska punkbandet Die Kassierer.

## Filmer
I de filmer han producerat tar han upp olika lokala problem i staden Bochum, förutom att han också använder filmerna för att göra reklam för sitt band och dess musikvideor. 

## Politik
Wendland har varit företrädare för Anarkistiska Pogopartiet. Den 30 juni 2009 blev han vald till en politisk församling i Wattenscheid, som är ett distrikt i Bochum, som en kandidat utan partitillhörighet på vänsterlistan Die Linke.